# 趙模
祁王趙模（1107年—1138年），宋朝宗室。 

## 生平
宋朝第八代皇帝宋徽宗赵佶的第十一子，生母刘贵妃，即追赠明達皇后。
大觀元年（1107年）十二月出生。大觀二年（1108年）三月賜名趙模，授武勝軍節度使、檢校太尉，封鎮國公。政和三年（1113年）正月，正三公官名，改授檢校太保。宣和二年（1120年）十一月，改淮南節度使，加開府儀同三司，進封樂安郡王。三年（1121年）十二月，改武勝、興寧軍，進封祁王。在靖康之变中与其他皇族一并被俘。赵模在1135年六月生下儿子赵成范。绍兴八年（1138年，金天眷元年、完颜亶四年）八月十三日，祁王趙模在五国城去世。